# Proletariato

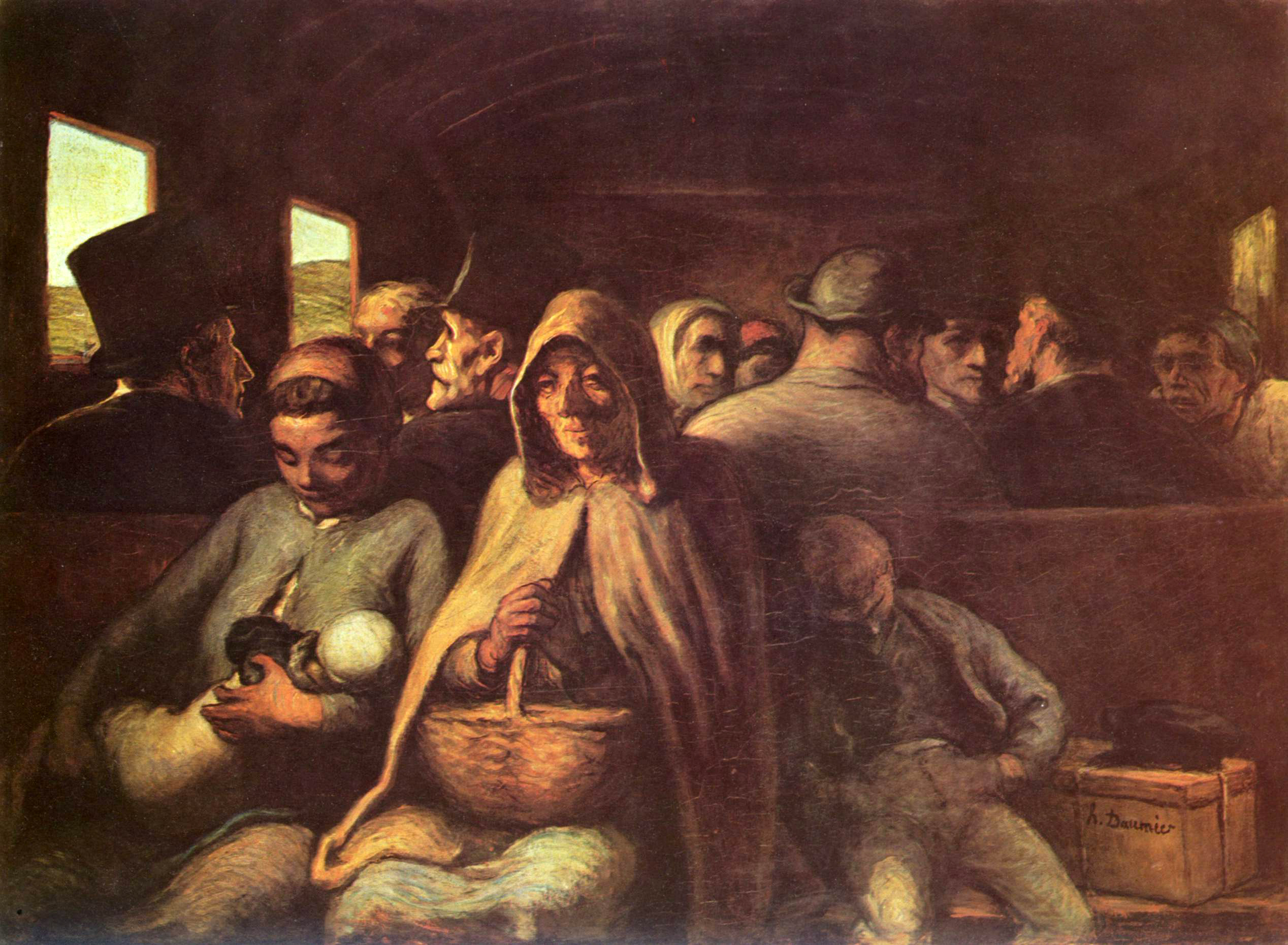
Il vagone di terza classe, olio su tela di Honoré Daumier (1862).

Il proletariato e i proletari (dal latino proletarii, capite censi o adcensi) sono termini variamente definiti a seconda degli approcci socio-economici e a seconda delle epoche storiche di riferimento: in senso lato designano il gruppo o la classe di reddito che si colloca più  in basso nella scala sociale.

## Terminologia
In senso generale e partendo dalla definizione originale che li identifica come coloro che possiedono come ricchezza unicamente i loro figli (prole), costituiscono, dal punto di vista reddituale, uno strato sociale svantaggiato della popolazione. Secondo la teoria marxista proletario è sinonimo di salariato e i proletari costituiscono la classe sociale il cui ruolo, nel sistema di produzione capitalistico, è quello di prestare la propria forza lavoro dietro il compenso del salario e quindi lavoratori dipendenti, privi della proprietà e del controllo dei mezzi di produzione e possessori di una sola merce da vendere, ossia la loro forza-lavoro.
Il termine proletarii venne usato già nell'antica Roma regia e repubblicana e viene con alterne vicende traslato fino all'oggi. Proletariato ricorre negli scritti del giurista inglese Thomas Smith del XVI secolo, a indicare la classe sociale economicamente più bassa tra le quattro individuate e successivamente lo si legge in Bernard de Mandeville, Montesquieu, Rousseau, nel Dictionnaire des travaux (Jacques Binet Tarbé de Vauxclairs) e nell'Encyclopédie di Diderot. Ricompare sempre più frequentemente dopo la rivoluzione francese del 1789 in contesti socialisti, in Saint-Simon, Blanqui, e in de Lamennais e Blanc, prima di essere interpretato nel senso strettamente marxista di classe circa dalla metà del XIX secolo.
Lo stesso significato di origine marxista muterà nel corso del XX secolo, riveduto da una parte dall'approccio leninista dove il proletariato è organicamente incapace di diventare una "classe per se stessa" se non mediante l'azione del partito guidato dagli intellettuali, dall'altra dal cosiddetto revisionismo di Eduard Bernstein, prodromo della socialdemocrazia.
Infine, a fine secolo, assumerà contorni ancora più sfumati, da una parte per l'evoluzione della società e le nuove interpretazioni della stessa in chiave marxista come in Braverman, nell'assimilare direttamente gli strati impiegatizi salariati nel proletariato, dall'altra per l'uso differente e non marxista come in Arnold J. Toynbee per indicare gli esclusi e non partecipi, presenti in ogni tempo e società e in risentita opposizione alla frazione dominante.

## Storia

### Antica Roma
La riforma di Servio Tullio, operata nel corso del VI secolo a.C., era volta a effettuare una divisione interna alla cittadinanza romana tra coloro che potevano prestare il servizio militare (obbligati ad armarsi a proprie spese e perciò chiamati adsidui) e suddivisi a sua volta in cinque sotto classi sulla base del censo, e i cosiddetti proletarii o capite censi. Questi ultimi erano coloro che possedevano meno di 11.000 assi, organizzati in una sola centuria, detta immunis militia, dispensata dall'assolvere agli obblighi militari, tranne nel caso in cui vi fossero particolari pericoli per la città di Roma. In quest'ultimo caso erano anch'essi armati a spese dello Stato, servendo in formazioni speciali estranee all'ordinamento legionario. Il significato latino del termine proletarius nasce da una condizione di povertà tale che non era possibile dare contributi allo stato, all'infuori dei loro stessi figli (proles).
Al termine della seconda guerra punica (218-202 a.C.) vi fu una nuova riduzione del censo minimo richiesto per passare dalla condizione di proletarii (o capite censi) ad adsidui, ovvero per prestare il servizio militare all'interno delle cinque sotto classi, come aveva stabilito nel VI secolo a.C., Servio Tullio. Si era, infatti, passati nel corso di tre secoli da un censo minimo di 11.000 assi ai 4.000 (= 400 dracme argentee descritte da Polibio alla fine del III secolo a.C. fino ai 1.500 assi riportati da Cicerone, a testimonianza di una lenta e graduale proletarizzazione dell'esercito romano, alla continua ricerca di armati, in funzione delle nuove conquiste nel Mediterraneo.

### Età moderna e contemporanea

#### Rivoluzione francese
Durante la rivoluzione francese fu utilizzata per la prima volta l'espressione Quarto Stato per definire i ceti sociali che rimasero fuori dall'Assemblea nazionale, come la classe operaia e contadina, in contrapposizione al terzo stato (la borghesia), che invece fu rappresentata negli Stati generali del 1789.

#### Rivoluzione industriale

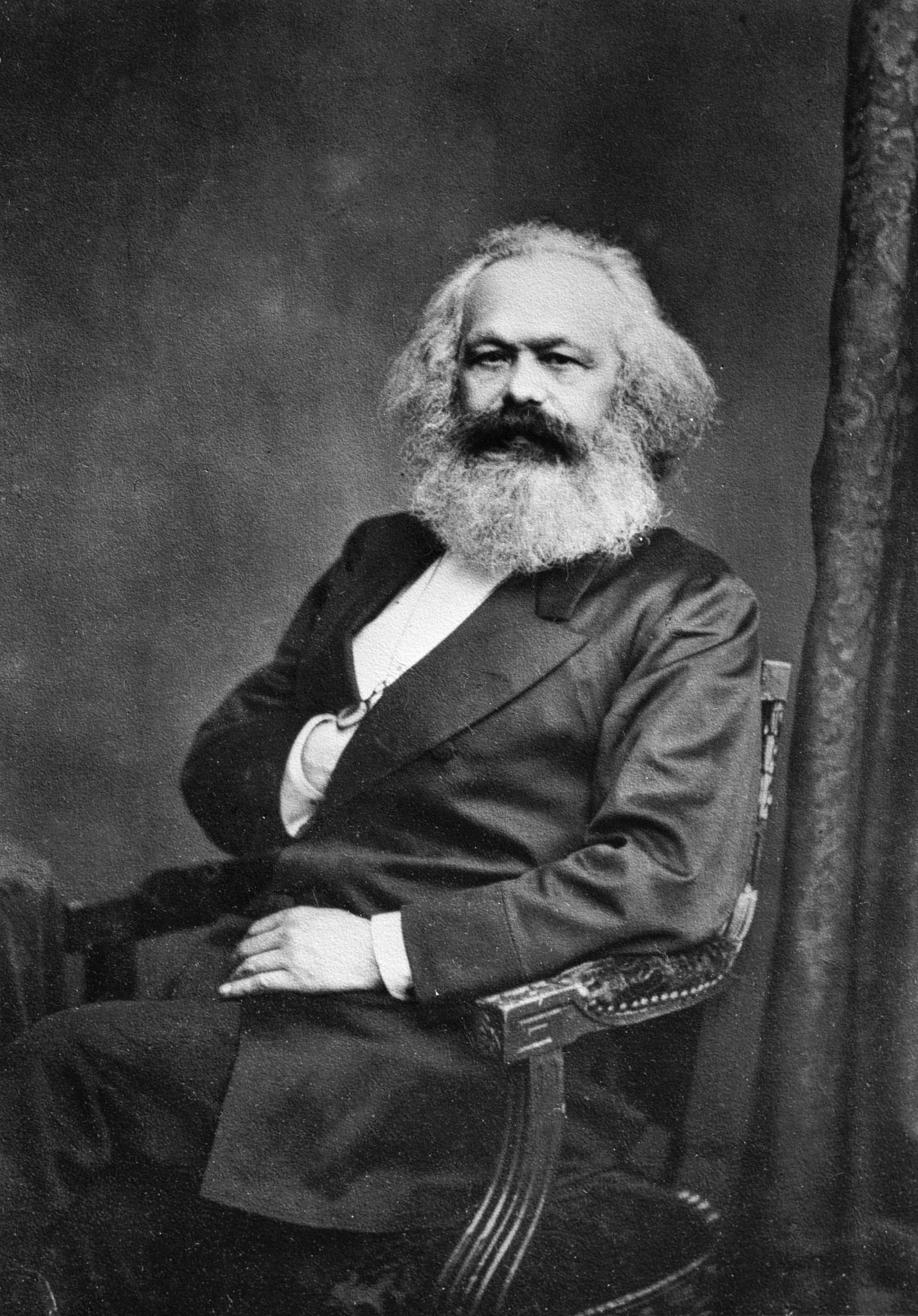
Karl Marx nel 1875

Con la rivoluzione industriale e l'affermazione del capitalismo il numero di proletari si diffuse a macchia d'olio, soprattutto nei grandi centri industriali.
Il termine fu usato da Karl Marx per indicare quella categoria di persone che non possiedono i mezzi di produzione e che quindi non hanno altra ricchezza che la prole (i figli) poiché non posseggono mezzi di produzione ma sono costretti a vendere la loro forza lavoro (ovvero la capacità di lavorare e produrre posseduta da un uomo).

#### Marx e il proletariato
Benché lo studio della divisione in classi della società non risalga a Marx, ma a David Ricardo ed Adam Smith, è Marx a riconoscere nel proletariato la "classe rivoluzionaria" che ha in sé le potenzialità di organizzazione di un nuovo modello sociale, non più basato sulla proprietà privata dei mezzi produttivi, ma sulla libera associazione dei produttori. Socializzando così la produzione, il ruolo del proletariato diviene quello di classe sociale che rovescia il sistema capitalistico, superandolo con un rapporto tra cose e persone privo del valore di scambio che determina l'esistenza delle merci.

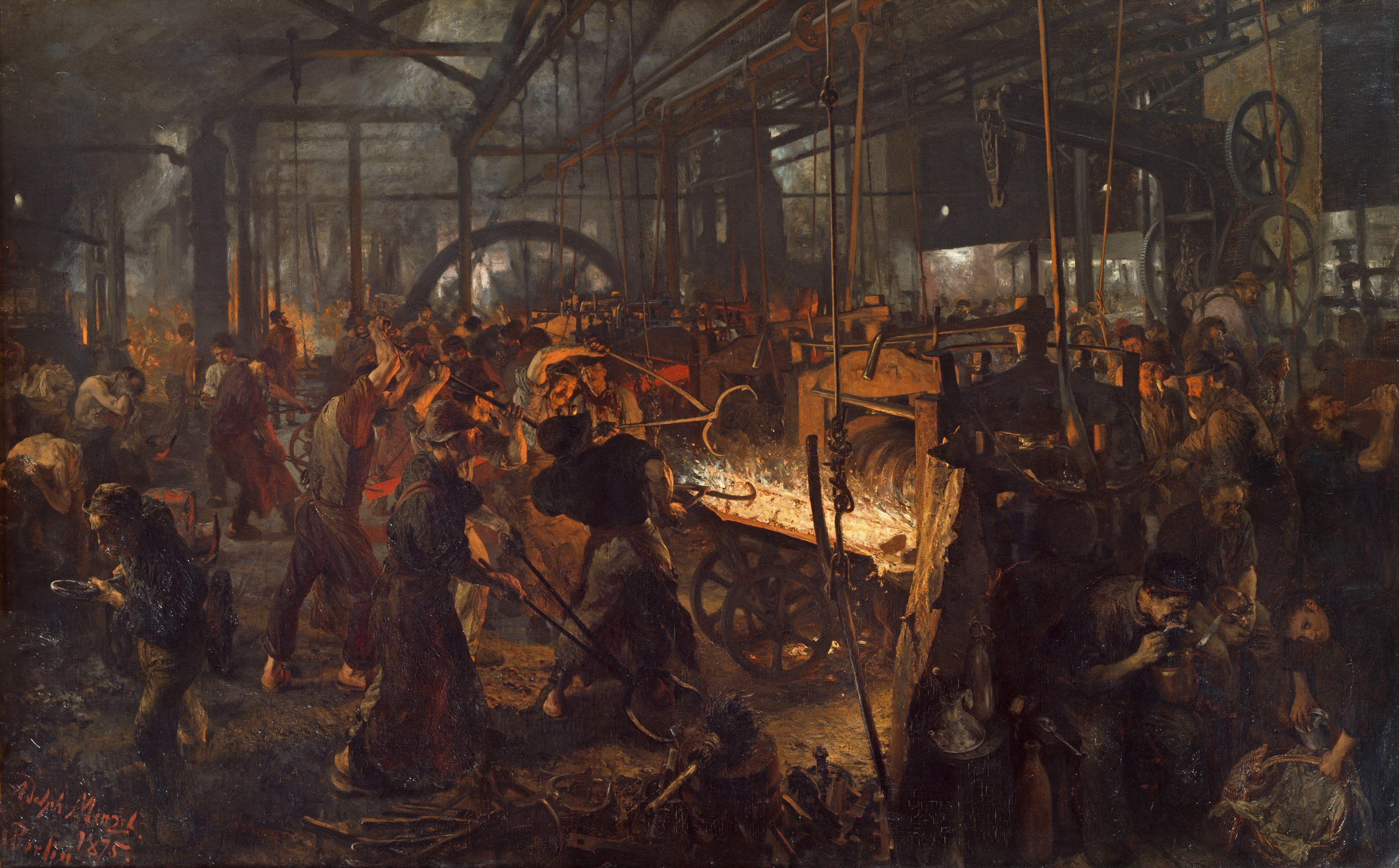
Il Laminatoio di Ferro, dipinto di Adolph von Menzel

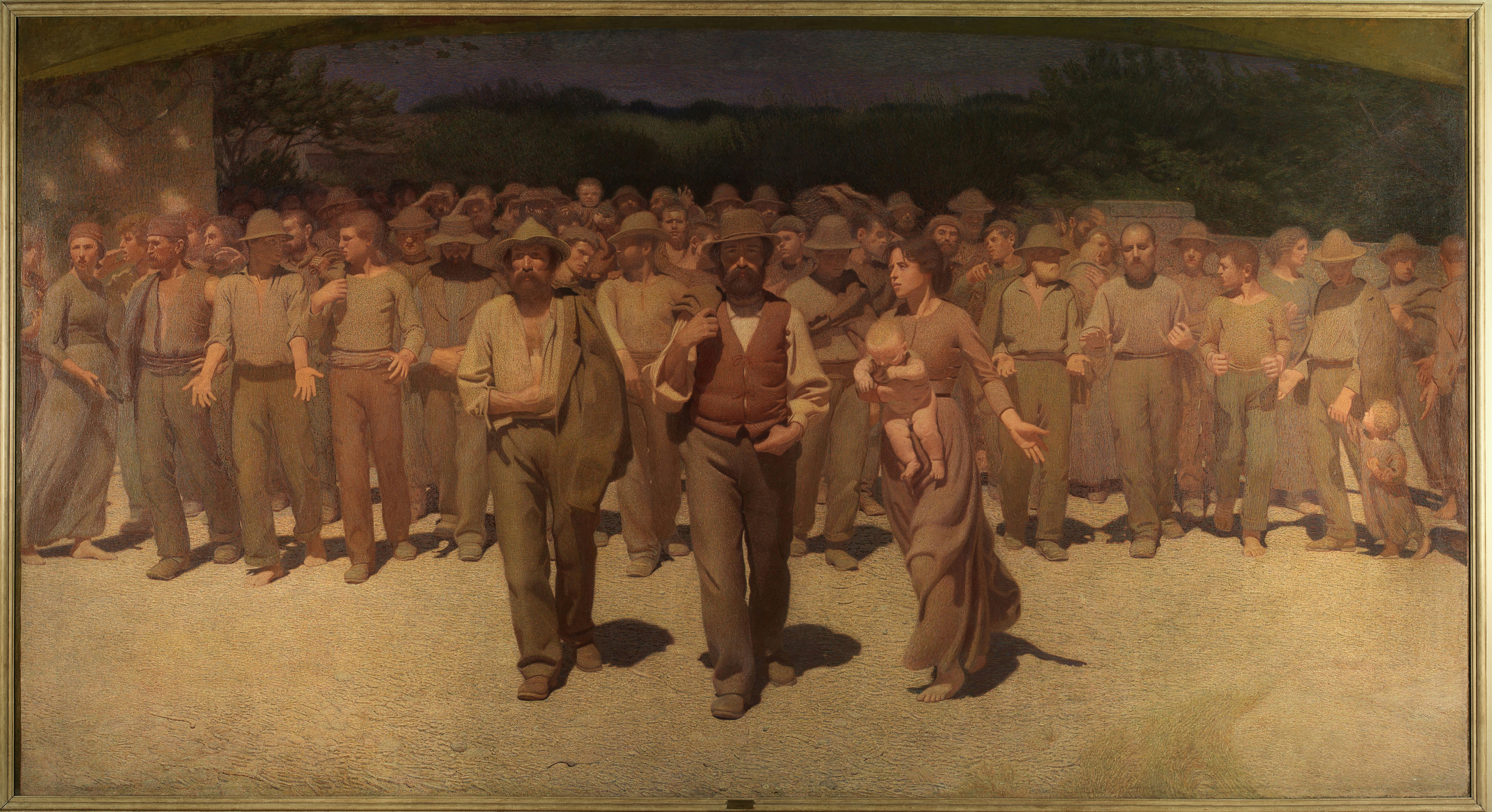
Il quarto stato, di Giuseppe Pellizza da Volpedo

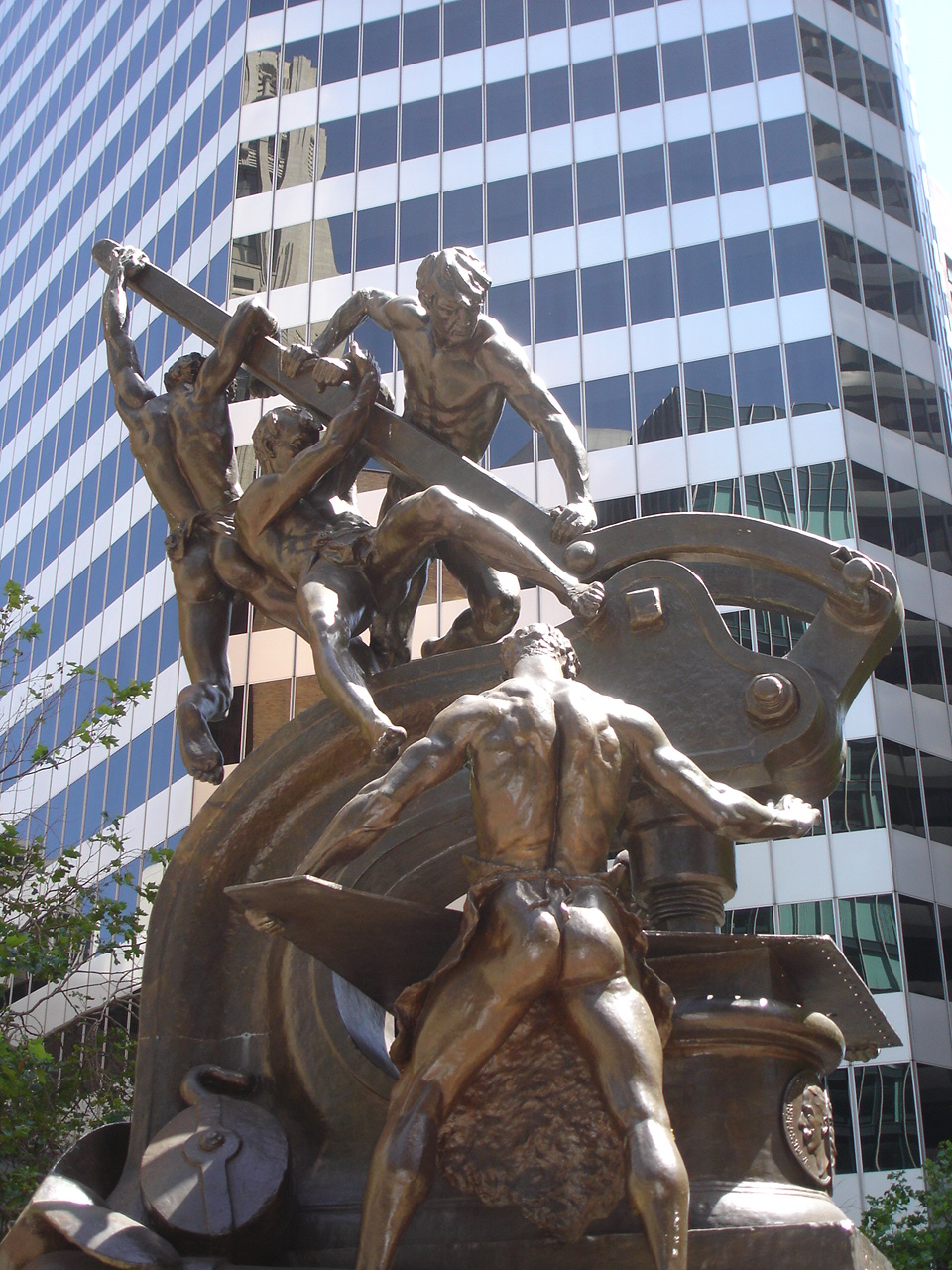
Monumento dedicato alle classi lavoratrici e di supporto lungo la Market Street di San Francisco

Nella Critica al Programma di Gotha, Marx definisce anche il concetto di dittatura del proletariato, attribuendo a ciò il ruolo di fase dell'egemonia della maggioranza della classe degli sfruttati sulla classe degli sfruttatori. In questo senso la dittatura del proletariato altro non è che la condizione per l'emancipazione di le classi sociali da loro medesime.
La fine del classismo mette termine, secondo Karl Marx, anche alle sovrastrutture politiche ed ideologiche sino a quel momento esistite. Lo stesso Stato, inteso come "comitato di affari della borghesia" cessa di avere una funzione e si apre la via ad una società "dove il libero sviluppo di ognuno è condizione necessaria per il libero sviluppo di tutti" (dal "Manifesto del Partito Comunista", 1848).
Funzione essenziale del proletariato è, dunque, l'organizzazione politica propria, la presa di coscienza (quello che Karl Marx definisce come "classe per sé") e la conseguente spinta propulsiva verso l'emancipazione dal lavoro salariato e quindi dalla profittualità volta ad un singolo privato e non alla soddisfazione dei bisogni sociali.
Il proletario presta la sua forza lavoro al capitalista e ottiene da questo solamente i mezzi necessari (in forma di salario) per poter riprendere la produzione il giorno seguente. Dallo sfruttamento della forza lavoro del proletariato il capitalista ottiene il plusvalore delle merci e, di conseguenza, l'accumulazione profittuale.
L'invito di Marx ed Engels alla fine de "Il Manifesto del Partito Comunista" è quello di una unità totale dei lavoratori proletari per una rivoluzione comunista che abbatta l'economia politica borghese e che, quindi, metta fine alla mercificazione e alla considerazione fattuale dell'uomo stesso come merce che viene usata dal capitalista nel proprio centro produttivo: "Proletari di tutti i Paesi, unitevi!".
Marx separa il proletariato dal sottoproletariato in quanto quest'ultimo, pur essendo affine come condizioni sociali, non ha sviluppato una propria coscienza politica.

#### I sociologi del Novecento
Max Weber usò la definizione "Proletariato moderno" in riferimento sia alle reazioni dei ceti meno abbienti nei confronti delle religioni, sia alla espropriazione degli operai e dei contadini dai mezzi di produzione.
Un punto di vista comune lo manifestarono i sociologi Götz Briefs, Joseph Schumpeter, Robert Michels, intravedendo nella posizione di isolamento e di privazione una spinta propulsiva per una reazione sociale in funzione anticapitalista, mentre Arnold Toynbee definì proletariato qualunque gruppo sociale posto in una condizione di emarginazione e marginalità.

### Fonti primarie
- Dionigi di Alicarnasso, Antichità romane, IV.
- Gellio, Noctes atticae, XVI.
- Livio, Ab Urbe condita libri, I.

### Fonti storiografiche moderne
- E.Gabba, Esercito e società nella tarda Repubblica romana, Firenze, La Nuova Italia, 1973.
- K.Marx, Il Capitale, 1867.